# Sin City The Mixtape
Sin City The Mixtape – czwarty mixtape amerykańskiego rapera Ski Mask the Slump Goda. Wydawnictwo ukazało się 25 czerwca 2021 roku nakładem wytwórni muzycznej Victor Victor Worldwide i Republic Records w dystrybucji Universal Music. Był to pierwszy projekt Goulbourne’a po 2 letniej przerwie oraz jedno z jego trzech zapowiedzianych na rok 2021 wydań.

## Tło
Podczas wywiadu dla XXL z czerwca 2021 r. Ski Mask stwierdził że, projekt jest inspirowany serią komiksów Franka Millera o nazwie Sin City i jej adaptacją filmową z 2005 r., która jest jednym z ulubionych filmów Ski Maska. Film promujący projekt został nakręcony w czerni i bieli z nutami czerwieni, w podobnym stylu jak film Sin City. Ojciec Goulbourne’a rapował również pod pseudonimem Sin City, co jest kolejną inspiracją dla tytułu mixtape'u.
11 maja 2021 r. Ski powiedział na Instagram Story, transmisji na żywo oraz w filmie dla magazynu Complex, że spędzi maj na kręceniu teledysków i robieniu sesji zdjęciowych do projektu. Trzy dni później Ski Mask oficjalnie ogłosił, że mixtape ukaże się w czerwcu.
20 czerwca 2021 odbyła się premiera zwiastuna mixtape'a na kanale YouTube Goulbourne’a, zwiastun zapowiadał datę premiery na 25 czerwca. Okładka projektu została ujawniona w mediach społecznościowych 22 czerwca 2021. Lista utworów została ujawniona przez Apple Music 23 czerwca 2021. Ski Mask w wywiadzie dla XXL stwierdził że: 

Od wydania Stokeley nauczyłem się, że muszę sobie radzić o wiele łatwiej z tym, jak patrzę na moją muzykę i nie bać się eksperymentować, czujesz mnie? Wiele osób faktycznie lubi moje eksperymenty. Ludzie zwykle znają mnie z agresywnego rapowania i tego typu rzeczy, ale mam też delikatną stronę. Muszę pozwolić muzyce lecieć, zacząć wydawać i zobaczyć, co z tego dostanę.

## Opis
Mixtape składa się z 9 utworów, za produkcję odpowiadają m.in.: Ronny J, John Cunningham czy Kenny Beats.
Zapytany w wywiadzie dla XXL o to czego fani powinni się spodziewać po projekcie Ski Mask odpowiedział:

Naprawdę chciałbym przywrócić „starego mnie”. Będzie to muzyka typu heavy, grunge, distortion i moshpit. Naprawdę chciałbym to przywrócić, więc trochę to zrobię. Będę też promował alternatywne dźwięki, rzeczy, które brzmią inaczej niż to, co zwykle robię. Myślę, że w pewien sposób to do mnie pasuję. Pojawią się też bardziej optymistyczne utwory, takie jak „Faucet Failure”.

## Lista utworów
Opracowano na podstawie materiału źródłowego.
| Nr | Tytuł            | Twórcy                                   | Muzyka             | Czas  |
| -- | ---------------- | ---------------------------------------- | ------------------ | ----- |
| 1. | „Intro"          | Ski Mask the Slump God, Ronny J          | Ronny J            | 1:43  |
| 2. | „Dr. Suess”      | Ski Mask the Slump God, Silce            | Silce              | 2:33  |
| 3. | „ADMIT IT”       | Ski Mask the Slump God, TwoFive, Ronny J | TwoFive, Ronny J   | 1:33  |
| 4. | „The Matrix”     | Ski Mask the Slump God, Ronny J          | Ronny J            | 2:10  |
| 5. | „Ya!”            | Ski Mask the Slump God, Nuri, Silce      | Nuri, Silce        | 1:50  |
| 6. | „Merlin's Staff” | Ski Mask the Slump God, Kenny Beats      | Kenny Beats        | 2:04  |
| 7. | „Lost In Time”   | Ski Mask the Slump God, John Cunningham  | John Cunningham    | 2:01  |
| 8. | „Fire Hazard”    | Ski Mask the Slump God, Skipass, Silce   | Skipass, Silce     | 1:57  |
| 9. | „Mental Magneto” | Ski Mask the Slump God, John Cunningham  | John Cunningham    | 1:37  |
|    |                  |                                          | Całkowita długość: | 17:32 |

## Personel
Zaadaptowano z Tidal.
- Saint Harraway  – A&R
- Alex Tumay  – mix/mastering, nagrywki
- Silce   – mix/mastering, nagrywki
- John Cunningham  – gitara